# D-キシロースレダクターゼ
D-キシロースレダクターゼ(D-xylose reductase)は、次の化学反応を触媒する酵素である。
キシリトール + NAD(P)+ {\displaystyle \rightleftharpoons } D-キシロース + NAD(P)H + H+
この酵素の基質はキシリトールとNAD+(NADP+)で、生成物はD-キシロース、NAD(P)HとH+である。
この酵素は酸化還元酵素に属し、NAD+またはNADP+を受容体として供与体であるCH-OH基に特異的に作用する。組織名はxylitol:NAD(P)+ oxidoreductaseで、別名にXylR、XyrA、msXR、dsXR、monospecific xylose reductase、dual specific xylose reductase、NAD(P)H-dependent xylose reductase、xylose reductaseがある。